# Ronde van Italië 2011/Zevende etappe
De zevende etappe van de Ronde van Italië 2011 werd op 13 mei 2011 verreden. Het is een korte bergrit over een afstand van 110 km tussen Maddaloni en Montevergine di Mercogliano.

## Verloop van de etappe
De aanval van de dag kwam op naam van Federico Canuti, Jérôme Pineau, Giovanni Visconti, Lars Bak en Matteo Montaguti. Het vijftal haalde een maximale voorsprong van 3 minuten en 20 seconden. Johnny Hoogerland overbrugde het gat naar de koplopers met nog 24 kilometer te gaan. Op de slotklim spatte het peloton uiteen en werden de aanvallers een voor een teruggepakt.
De eerste renner die op de klim vanuit het peloton weg probeerde te rijden was Stefano Pirazzi. Hij slaagde hier niet in, in tegenstelling tot Bart De Clercq die op 8 kilometer voor de finish verrassend aanviel en op de streep een minimale voorsprong overhield op de andere renners, aangevoerd door Michele Scarponi. Hij droeg zijn zege op aan zijn overleden landgenoot Wouter Weylandt. Pieter Weening hield de roze trui.

## Uitslagen
| Maddaloni - Montevergine di Mercogliano 110 km |                     |                     |          |
| Plaats                                         | Naam                | Ploeg               | Tijd     |
| Winnaar                                        | Bart De Clercq      | Omega Pharma-Lotto  | 2u54'47" |
| 2                                              | Michele Scarponi    | Lampre-ISD          | z.t.     |
| 3                                              | Roman Kreuziger     | Astana              | z.t.     |
| 4                                              | Stefano Garzelli    | Acqua & Sapone      | z.t.     |
| 5                                              | Vincenzo Nibali     | Liquigas-Cannondale | z.t.     |
| 6                                              | Joaquím Rodríguez   | Team Katusha        | z.t.     |
| 7                                              | José Rujano         | Androni Giocattoli  | z.t.     |
| 8                                              | Dario Cataldo       | Quick Step          | z.t.     |
| 9                                              | Alberto Contador    | Saxo Bank-SunGard   | z.t.     |
| 10                                             | Christophe Le Mével | Team Garmin-Cervélo | z.t.     |
|                                                |                     |                     |          |
| 12                                             | Steven Kruijswijk   | Rabobank            | z.t.     |

| Algemeen klassement |                     |                     |           |
| Plaats              | Naam                | Ploeg               | Tijd      |
| Roze trui           | Pieter Weening      | Rabobank            | 23u09'59" |
| 2                   | Kanstantsin Siwtsow | Team HTC-High Road  | + 0'02"   |
| 3                   | Marco Pinotti       | Team HTC-High Road  | z.t       |
| 4                   | Christophe Le Mével | Team Garmin-Cervélo | + 0'05"   |
| 5                   | Michele Scarponi    | Lampre-ISD          | + 0'14"   |
| 6                   | Pablo Lastras       | Team Movistar       | + 0'22"   |
| 7                   | Vincenzo Nibali     | Liquigas-Cannondale | + 0'24"   |
| 8                   | Steven Kruijswijk   | Rabobank            | + 0'28"   |
| 9                   | Alberto Contador    | Saxo Bank-SunGard   | + 0'30"   |
| 10                  | José Serpa          | Androni Giocattoli  | + 0'33"   |
|                     |                     |                     |           |
| 27                  | Kevin Seeldraeyers  | Quick·Step          | + 1'22"   |

## Nevenklassementen
| Puntenklassement |                     |                     |        |
| Plaats           | Naam                | Ploeg               | Punten |
| Rode trui        | Alessandro Petacchi | Lampre-ISD          | 48     |
| 2                | Christophe Le Mével | Team Garmin-Cervélo | 41     |
| 3                | Michele Scarponi    | Lampre-ISD          | 38     |
|                  |                     |                     |        |
| 7                | Pieter Weening      | Rabobank            | 25     |
| 8                | Bart De Clercq      | Omega Pharma-Lotto  | 25     |

| Bergklassement |                 |                    |        |
| Plaats         | Naam            | Ploeg              | Punten |
| Groene trui    | Bart De Clercq  | Omega Pharma-Lotto | 11     |
| 2              | Martin Kohler   | BMC Racing Team    | 10     |
| 3              | Federico Canuti | Colnago-CSF Inox   | 9      |

| Jongerenklassement |                    |            |           |
| Plaats             | Naam               | Ploeg      | Tijd      |
| Witte trui         | Steven Kruijswijk  | Rabobank   | 23u10'27" |
| 2                  | Roman Kreuziger    | Astana     | + 0'16"   |
| 3                  | Robert Kišerlovski | Astana     | + 0'24"   |
|                    |                    |            |           |
| 5                  | Kevin Seeldraeyers | Quick Step | + 0'54"   |

| Ploegenklassement |               |           |
| Plaats            | Ploeg         | Tijd      |
| 1                 | Team Movistar | 68u49'01" |
| 2                 | Astana        | + 0'01"   |
| 3                 | Geox-TMC      | + 1'06"   |

1e etappe ·
2e etappe ·
3e etappe ·
4e etappe ·
5e etappe ·
6e etappe ·
7e etappe ·
8e etappe ·
9e etappe ·
10e etappe ·
11e etappe ·
12e etappe ·
13e etappe ·
14e etappe ·
15e etappe ·
16e etappe ·
17e etappe ·
18e etappe ·
19e etappe ·
20e etappe ·
21e etappe
Startlijst · Eindstanden · Afbeeldingen